# Gonatodes alexandermendesi
Gonatodes alexandermendesi este o specie de șopârle din genul Gonatodes, familia Gekkonidae, descrisă de Mariette S. Cole și Philippe J.R. Kok în anul 2006. Conform Catalogue of Life specia Gonatodes alexandermendesi nu are subspecii cunoscute.